# ان‌جی‌سی ۲۹۹
ان‌جی‌سی ۲۹۹ یک خوشه ستاره‌ای باز در بدنه اصلی ابر کوچک ماژلانی که کهکشان کوتوله در آن نزدیکی است. این مکان در صورت فلکی جنوبی توکان واقع شده‌است، چیزی کمتر از ۲۰۰۰۰۰ سال نوری با خورشید فاصله دارد. این خوشه در ۱۲ اوت ۱۸۳۴ توسط ستاره‌شناس انگلیسی جان هرشل کشف شد.